# Valentin Držkovic
Valentin Držkovic (né le 10 février 1888 à Velká Polom – mort le 27 octobre 1969 à Opava) est un peintre impressionniste tchécoslovaque.